# Ормсби (город, Миннесота)
Ормсби (англ. Ormsby) — город  в округах Уотонуан,Мартин, штат Миннесота, США. На площади 0,9 км² (0,9 км² — суша, водоёмов нет), согласно переписи 2002 года, проживают 154 человека. Плотность населения составляет 166 чел./км².
- Телефонный код города — 507
- Почтовый индекс — 56162
- FIPS-код города — 27-48562[1]
- GNIS-идентификатор — 0648995[2]